# Nodaria cinerea
Nodaria cinerea là một loài bướm đêm trong họ Noctuidae.